# Akademija (Kaunas)
Akademija is een plaats in de gemeente Kaunas in het Litouwse district Kaunas. De plaats telt 4213 inwoners (2001).